# Яа Ґ'ясі
Я́а Ґ'ясі або Я́а Дже́сі (нар. 1989 року) — американська письменниця ґанського походження. Книга опублікована нею в 2016 році, «Homegoing» (буквально - повернення додому)  принесла їй перемогу в National Book Critics Circle John Leonard Award за найкращу першу книгу, PEN/Hemingway Award за першу художню книгу, National Book Foundation "5 under 35" та American Book Award. Станом на  2016 рік, Яа живе в Берклі, Каліфорнія.

## Молодість та освіта
Народилася в Мампонґу, Ґана  в сім'ї професора з французької  в Університеті Алабами в Гантсвіллі і медсестри Софії. Її родина переїхала до Сполучених Штатів у 1991 році, коли її батько завершував свою докторську в Університеті штату Огайо. Родина також жила в Іллінойсі та Теннессі, з 10 років Яа виховувалася в Гантсвіллі, штат Алабама.
Яа згадує, що дитиною була сором‘язливою та мала теплі стосунки з братами через свій досвід, як дітей батьків іммігрантів в Алабамі. Також каже що її «найближчими друзями» були книги.
Написавши перший твір подала його до Reading Rainbow Young Writers and Illustrators Contest за що отримала сертифікат із досягненням підписаний Леваром Бертоном.
У віці 17 років відівідуючи школу, надихнулася займатися письменництвом після прочитання "Пісні Соломона"
Вона здобула ступінь бакалавра мистецтв з англійської мови в Стенфордському університеті та ступінь магістра образотворчих мистецтв у Майстерні письменників Айови, програмі творчого письма в Університеті Айови.

## Кар'єра
Незабаром після закінчення Стенфордського університету вона почала свій перший роман і найнялась в стартап-компанії в Сан-Франциско, але їй не сподобалася робота, і вона звільнилася після того, як її прийняли в Університет Айови в 2012 році.
Її дебютний роман «Повернення додому» був надихненний поїздкою до Ґани в 2009 році, першою для Яа  після того, як вона залишила країну немовлям. Роман був закінчений у 2015 році, і після прочитання його видавцями, вона зустріла численні пропозиції, перш ніж отримати семизначний аванс від Knopf. Та-Нехісі Коутс вибрав « Повернення додому» для нагородження Національної книжкової фундації 2016 року «5 under 35» , роман також було обрано для  Премії Джона Леонарда Національного гуртка книжкових критиків і премії PEN/Hemingway за найкращу першу книгу та Американської книжкової премії за внесок  розмаїття до американської літератури.
Її твори також публікувалися в таких виданнях, як African American Review, Callaloo, Guernica  Ґардіан  і Ґранта.
Яа цитує Тоні Моррісон «Пісня Соломона», Ґабріеля Гарсіа Маркеса «Сто років самотності», Джеймса Болдвіна «Іди, розкажи це на горі», Едварда П. Джонса  «Lost in the City» та Джумпу Лагірі «Unaccustomed Earth», як надихнення.
У лютому 2020 року в Knopf було опубліковано другу книгу Яа «Transcendent Kingdom». Сара Коллінз із Ґардіан описала це як «ґрунтовне продовження до Повернення додому» ( англ. profound follow-up to Homegoing)  USA Today сказали, що «це непомітно руйнівний» (it's stealthily devastating), і The Vox, Chicago Review of Books, і The New Republic  також позитивно оцінили її. У книзі представлені персонажі оповідання під назвою «Inscape», яке Яа опублікувала у журналі «Герніка» у 2015 році, хоча персонажі знаходяться в різних ситуаціях.
У березні 2021 року вона написала есе про« this question of 'the business of reading of how we read, why we read, and what reading does for and to us», (це питання, про мистецтво читання про те, як ми читаємо, чому ми читаємо і що читання робить для нас). Вона написала: «Хоча я щиро вірю в силу літератури: кидати виклик, поглиблювати, змінювати, я також знаю, що купівля книг темношкірих авторів — це лише теоретична, жахливо запізніла та абсолютно збіднена відповідь на століття фізичної та емоційної шкоди" ( оригінал: "While I do devoutly believe in the power of literature to challenge, to deepen, to change, I also know that buying books by black authors is but a theoretical, grievously belated and utterly impoverished response to centuries of physical and emotional harm." 

## Твори
- Homegoing (2016)
- Transcendent Kingdom (2020)
- «Bad blood» у The 1619 Project: A New Origin Story (2021)

## Нагороди
- 2016: Премія Джона Леонарда Національного кола книжкових критиків за найкращу першу книгу [29]
- 2016: National Book Foundation « 5 under 35 » [30]
- 2017: Американська книжкова премія [31]
- 2017: Ґрантa найкраща американська письменниця-початківиця [32][33][34]
- 2017: Премія PEN/Hemingway за першу художню книгу [35]
- 2020: Премія Вільчека за творчі перспективи в літературі, Фонд Вільчека [36]
- 2021: Жіноча премія за художню літературу, у шорт-листі Transcendent Kingdom [37]
- 2023: Королівське товариство літератури, міжнародна письменниця [38][39]

## Зовнішні посилання
- Яа Джесі, «Я американка ґанського походження. Я чорна?», The New York Times SundayReview Opinion, 8 червня 2016 р
- Інтерв'ю в Daily Show з Тревором Ноа (відео, 5:43), 16 серпня 2016 р.
- Інтерв’ю на Late Night with Seth Meyers (відео, 3:15), 2 серпня 2016 р.
- Інтерв’ю з Тевісом Смайлі (відео, 11:34) і стенограма, 2 червня 2016 р.
- Кейт Келлавей, «Yaa Gyasi: «Рабство в головах людей. Воно все ще впливає на  ', The Guardian, 8 січня 2017 р.
- "Yaa Gyasi" у Foyles.
- Алек Рассел, «Yaa Gyasi: «Расизм все ще барабанний дріб Америки ' , 20 квітня 2018 р.